# 써티 데이즈 오브 나잇: 다크 데이즈
써티 데이즈 오브 나잇: 다크 데이즈(30 Days Of Night: Dark Days)는 미국에서 제작된 벤 케타이 감독의 2010년 공포, 스릴러 영화이다. 키엘 산체즈 등이 주연으로 출연하였고 비키 소더랜 등이 제작에 참여하였다.

## 출연

### 주연
- 키엘 산체즈
- 미아 커쉬너

### 조연
- 다이오라 베어드
- 해롤드 페리뉴
- 라이스 코이로
- 모니크 간더튼
- 벤 코튼
- 케이티 키팅
- 트로이 룹태쉬
- 제임스 피지나토
- 마코 소리아노
- 도노반 세르미나라
- 스콧 파테이

## 제작진
- 원작자: 스티브 닐스
- 원작자: 벤 템플스미스
- 미술: 제프 월리스
- 의상: 안젤리나 케키치
- 배역: 숀 코시
- 배역: 켈리 와그너